# 알프레도 란다

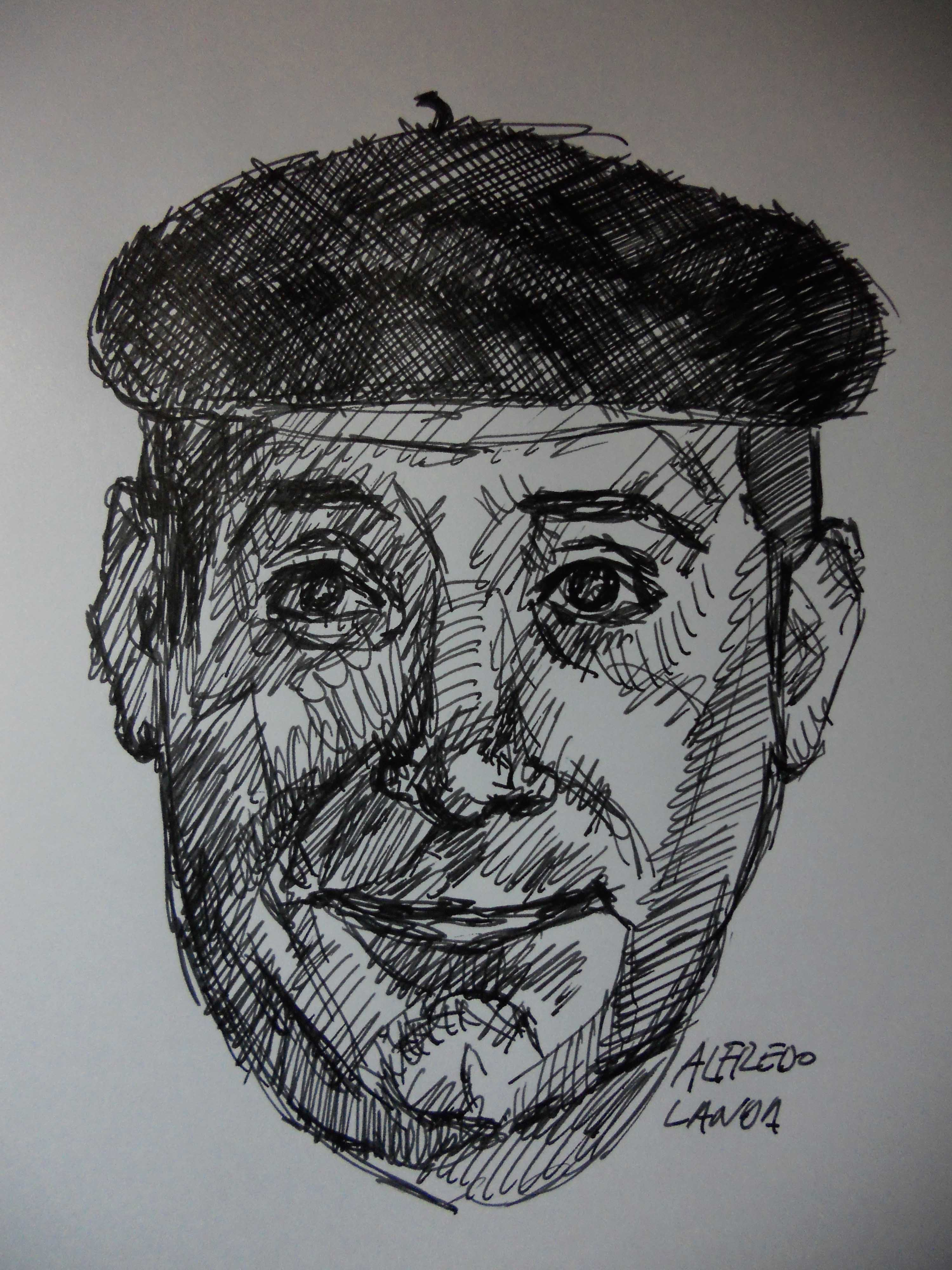

알프레도 란다(Alfredo Landa, 1933년 3월 3일 ~ 2013년 5월 9일)는 스페인의 배우, 영화배우이다.
팜플로나에서 태어났으며 마드리드에서 사망하였다. 사인은 알츠하이머병이다.

## 영화
- 라이트 오브 선데이 (2007년)
- 엔드 오브 미스테리 (2003년)
- 라만차의 돈키호테 (1991년) - 산초 판자 역
- 마르셀리노 (1991년)
- 죄없는 성자들 (1984년)
- 집행자 (1963년)